# کاخ قانون‌گذاری بوئنوس آیرس

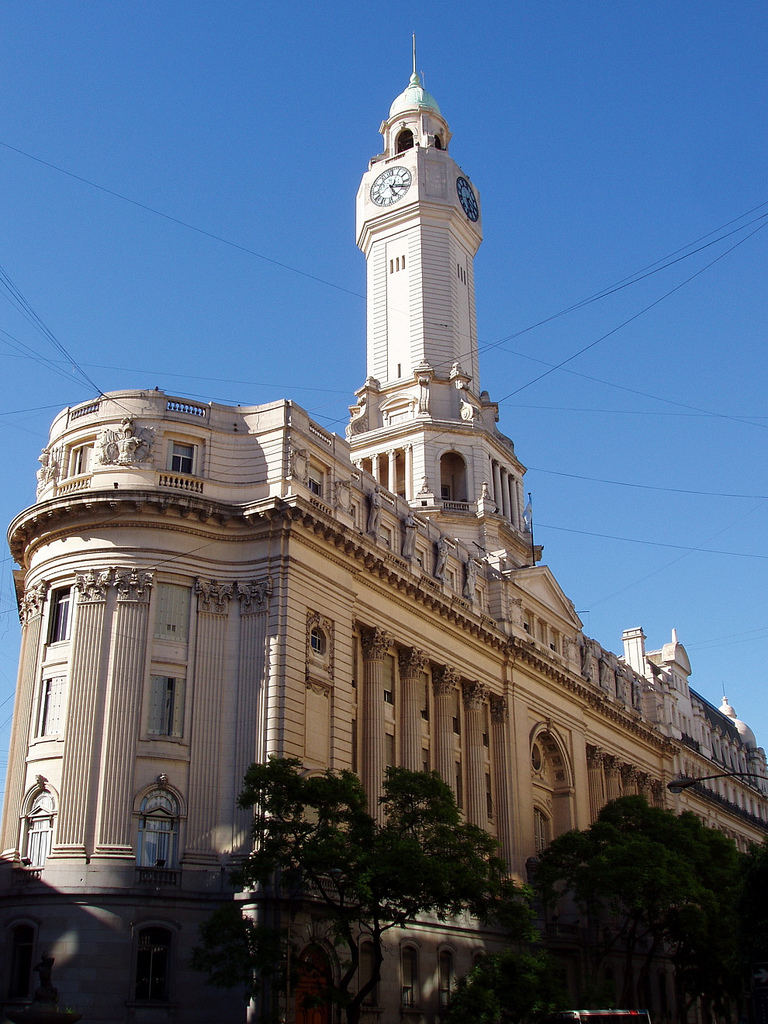
کاخ قانون‌گذاری بوئنوس آیرس

کاخ قانون‌گذاری بوئنوس آیرس (اسپانیایی: Palacio de la Legislatura de la Ciudad de Buenos Aires‎) بنای میزبان دولت شهر بوئنوس آیرس در آرژانتین است. این بنا اثری شاخص در جنوب  پلازا د مایو در منطقهٔ مونسرات این شهر است و از گرانیت خاکستری در شیوه معماری نئوکلاسیک ساخته شده‌است.
این بنا در روزهای هفته به روی عموم باز است.
این بنا شامل کتابخانهٔ استبان اشوریا، سالون اوا پرون، و یک چهارزنگ (کاریون) است که در هنگام نصب در ۱۹۳۰ بزرگترین نمونه در آمریکای جنوبی بود.